# Druk (draak)

De vlag van Bhutan toont het nationale symbool, de Druk

Druk (Dzongkha: འབྲུག་) is de donderdraak in de Bhutaanse mythologie en is het nationale symbool van Bhutan.
De Druk komt voor op de vlag van Bhutan, waar hij juwelen in de klauwen houdt die welvaart vertegenwoordigen. In het Dzongkha wordt Bhutan Druk Yul genoemd, vertaald het Land van Druk en de leiders van Bhutan worden Druk Gyalpo genoemd, vertaald drakenkoningen.